# Hokej na lodzie na Zimowej Uniwersjadzie 2001
Turniej hokeja na lodzie na Zimowej Uniwersjadzie 2001 odbył się w dniach 6-16 lutego w Nowym Targu (Miejska Hala Lodowa) i Krynicy (Hala widowiskowo-sportowa).

## Medale
| Złoto    | Srebro | Brąz    |
| Słowacja | Kanada | Ukraina |

## Zespoły
| - Kanada - Słowacja - Polska - Japonia - Korea Południowa | - Ukraina - Czechy - Rosja - Stany Zjednoczone |

## Grupa A
(Nowy Targ)
| Grupa A |                  |     |       |       |       |        |        |
| Rk      | Kraj             | Pkt | Mecze | Mecze | Mecze | Bramki | Bramki |
| Rk      | Kraj             | Pkt | Z     | R     | P     | ZB     | SB     |
| 1       | Kanada           | 8   | 4     | 0     | 0     | 29     | 10     |
| 2       | Słowacja         | 6   | 3     | 0     | 1     | 30     | 13     |
| 3       | Polska           | 3   | 1     | 1     | 2     | 13     | 15     |
| 4       | Japonia          | 2   | 0     | 2     | 2     | 8      | 15     |
| 5       | Korea Południowa | 1   | 0     | 1     | 3     | 7      | 34     |

| Drużyna          | Drużyna          | Wynik |
| Polska           | Słowacja         | 3:6   |
| Japonia          | Kanada           | 3:4   |
| Korea Południowa | Polska           | 1:5   |
| Japonia          | Słowacja         | 0:6   |
| Kanada           | Korea Południowa | 11:1  |
| Polska           | Japonia          | 2:2   |
| Słowacja         | Kanada           | 3:8   |
| Korea Południowa | Japonia          | 3:3   |
| Kanada           | Polska           | 6:3   |
| Słowacja         | Korea Południowa | 15:2  |

## Grupa B
(Krynica)
| Grupa B |                   |     |       |       |       |        |        |
| Rk      | Kraj              | Pkt | Mecze | Mecze | Mecze | Bramki | Bramki |
| Rk      | Kraj              | Pkt | Z     | R     | P     | ZB     | SB     |
| 1       | Ukraina           | 4   | 2     | 0     | 1     | 11     | 6      |
| 2       | Czechy            | 3   | 1     | 1     | 1     | 12     | 5      |
| 3       | Rosja             | 3   | 1     | 1     | 1     | 10     | 7      |
| 4       | Stany Zjednoczone | 2   | 1     | 0     | 2     | 5      | 20     |

| Drużyna           | Drużyna           | Wynik |
| Rosja             | Czechy            | 3:3   |
| Ukraina           | Stany Zjednoczone | 9:1   |
| Ukraina           | Czechy            | 2:0   |
| Rosja             | Stany Zjednoczone | 2:4   |
| Stany Zjednoczone | Czechy            | 0:9   |
| Rosja             | Ukraina           | 5:0   |

## O miejsca 5-8
(Nowy Targ)
| Drużyna      | Drużyna           | Wynik |
| O 7. miejsce |                   |       |
| Japonia      | Stany Zjednoczone | 8:4   |
| O 5. miejsce |                   |       |
| Rosja        | Polska            | 14:2  |

## Półfinały
(Nowy Targ)
| Drużyna | Drużyna  | Wynik |
| Kanada  | Czechy   | 3:1   |
| Ukraina | Słowacja | 4:5 D |

## O 3. miejsce
(Nowy Targ)
| Drużyna | Drużyna | Wynik |
| Ukraina | Czechy  | 4:3 D |

## Finał
(Nowy Targ)
| Drużyna  | Drużyna | Wynik |
| Słowacja | Kanada  | 4:2   |

## Kadra Polski
- Bramkarze: Marek Rączka, Przemysław Witek
- Obrońcy: Piotr Cinalski, Adrian Cybulski, Michał Janczarek, Jarosław Kłys, Artur Kostecki, Remigiusz Ludwin, Krzysztof Majkowski, Krzysztof Pomykała
- Napastnicy: Adam Bagiński, Adrian Chabior, Ireneusz Jarosz, Tomasz Koszarek, Sebastian Łada, Maciej Mermer, Wojciech Milan, Tomasz Podlipni, Maciej Radwański, Miłosz Ryczko, Wojciech Słowakiewicz (kapitan[3]), Robert Sobała, Daniel Wójcik, Bartłomiej Wróbel, Łukasz Ziober[4]
- Trener: Jerzy Pawłowski